# Patricia Rosselló Palmer
Patricia Rosselló Palmer (Mallorca, 1974) és una empresària turística mallorquina fundadora que l'any 2007 va rebre el Premi Ramon Llull.